# جانی ایس
جانی ایس (انگلیسی: Johnny Ace; ۹ ژوئن ۱۹۲۹ – ۲۵ دسامبر ۱۹۵۴) موسیقی‌دان اهل ایالات متحده آمریکا بود. وی بین سال‌های ۱۹۴۹ تا ۱۹۵۴ میلادی فعالیت می‌کرد.
وی همچنین برندهٔ جوایزی همچون کمک‌هزینه گوگنهایم شده‌است.